# Leka, Norge
Leka är den största ön i Leka kommun i Trøndelag fylke i Norge. Ön har en yta på 57 kvadratkilometer. Kommunens centralort Leknes ligger på den nordöstra delen av ön. 
Leka har färjeförbindelse med ön Austra och fylkesväg 771 i öster. Austra har i sin tur broförbindelse med fastlandet, det är cirka 20 kilometer till den så kallade kustriksvägen, fylkesväg 17. Ön Leka har också förbindelse genom snabbfärja med städerna Rørvik och Namsos.